# Joerie Vansteelant
Joerie Vansteelant (* 21. Juni 1982 in Torhout) ist ein ehemaliger belgischer Duathlet und Triathlet. Er ist vielfacher Duathlon-Weltmeister (2003–2005, 2007–2009, 2011, 2012).

## Werdegang
Joerie Vansteelant ist der jüngere Bruder des 2007 verstorbenen Duathleten Benny Vansteelant.

### Junioren-Europameistertitel Duathlon 2001
Er holte bereits 2001 im Duathlon den Titel als Junioren-Europameister. Im August 2003 wurde er in der Schweiz U23-Duathlon-Weltmeister auf der Kurzdistanz und er konnte diesen Titel im Folgejahr erfolgreich verteidigen. 2005 wurde er in Italien auch U23-Weltmeister auf der Duathlon-Langdistanz.

In den Jahren 2007, 2008, 2009, 2011 und 2012 gewann er den Duathlon-Weltmeistertitel auf der Langdistanz in der Elite-Klasse.

### Europameistertitel Duathlon 2009
2009 und 2012 konnte er sich den auch Titel des Duathlon-Europameisters in der Eliteklasse holen.
Im April 2012 startete er erstmals bei einem Triathlon auf der Kurzdistanz und wurde auf Anhieb Erster. Er strebte dann einen Start auf der Ironman-Distanz (Triathlon-Langdistanz) in Florida an. Im August konnte er zum bereits sechsten Mal den Powerman Austria gewinnen. Joerie Vansteelant wurde trainiert von Tim De Vilder.
Mit dem Ende der Saison 2015 erklärte der damals 33-Jährige seine Zeit als Profi-Athlet für beendet.

## Sportliche Erfolge
| Datum/Jahr    | Rang | Wettbewerb              | Austragungsort    | Zeit     | Bemerkung                                                                |
| ------------- | ---- | ----------------------- | ----------------- | -------- | ------------------------------------------------------------------------ |
| 1. Nov. 2014  | 4    | Ironman Florida         | Panama City Beach | 7:29:31  | Wettkampf musste witterungsbedingt ohne das Schwimmen ausgetragen werden |
| 9. Feb. 2014  | 9    | Ironman 70.3 Geelong    | Geelong           | 04:22:07 |                                                                          |
| 13. Apr. 2013 | 2    | Challenge Fuerteventura | Fuerteventura     |          |                                                                          |
| 15. Juli 2012 | 1    | TriStar111 Lyon         | Lyon              | 03:40:54 |                                                                          |
| 15. Apr. 2012 | 1    | TriStar111 Mallorca     | Portocolom        | 03:42:51 | Sieg bei seinem ersten Triathlon-Start                                   |

| Datum/Jahr    | Rang | Wettbewerb                                   | Austragungsort     | Zeit     | Bemerkung                                       |
| ------------- | ---- | -------------------------------------------- | ------------------ | -------- | ----------------------------------------------- |
| 19. Aug. 2012 | 1    | Powerman Austria                             | Weyer              |          |                                                 |
| 20. Mai 2012  | 1    | Powerman Germany                             | Falkenstein        | 03:12:09 | [ 4 ]                                           |
| 29. Apr. 2012 | 1    | ETU Powerman Duathlon European Championships | Horst aan de Maas  | 02:42:37 | Europameister beim Powerman Holland             |
| 19. Aug. 2011 | 1    | Powerman Austria                             | Weyer              |          |                                                 |
| 8. Mai 2011   | 1    | Powerman Italy                               | Valdremara-Lecco   | 03:20:10 | 10 km Laufen, 75 km Radfahren und 10 km Laufen  |
| 3. Sep. 2010  | 3    | ITU Duathlon World Championships             | Edinburgh          |          | Duathlon-Weltmeisterschaft                      |
| 27. März 2010 | 1    | Powerman Alabama                             | Alabama            |          |                                                 |
| 19. Apr. 2009 | 1    | ETU Powerman Duathlon European Championships | Horst aan de Maas  |          | Europameister beim Powerman Holland             |
| 2009          | 1    | Powerman Austria                             | Weyer              |          |                                                 |
| 20. Apr. 2008 | 2    | Powerman Holland                             | Horst aan de Maas  | 02:40:01 | 15 km Laufen, 60 km Radfahren und 7,5 km Laufen |
| 24. Aug. 2008 | 1    | Powerman Austria                             | Weyer              |          |                                                 |
| 2. Sep. 2007  | 1    | Powerman Austria                             | Weyer              |          |                                                 |
| 11. Nov. 2006 | 2    | Powerman Malaysia                            | Seri Manjung       | 02:46:24 |                                                 |
| 3. Sep. 2006  | 1    | Powerman Austria                             | Weyer              |          |                                                 |
| 2005          | 3    | Powerman Holland                             | Venray             |          | Europameisterschaft                             |
| 29. Mai 2005  | 1    | ITU Duathlon World Championship U23          | Barcis             | 03:48:01 | U23-Duathlon-Weltmeister auf der Langdistanz    |
| 30. Mai 2004  | 1    | ITU Duathlon World Championship U23          | Geel               | 01:48:02 | U23-Duathlon-Weltmeister auf der Kurzdistanz    |
| 31. Aug. 2003 | 1    | ITU Duathlon World Championship U23          | Affoltern am Albis | 01:58:51 | U23-Duathlon-Weltmeister auf der Kurzdistanz    |
| 15. Sep. 2001 | 8    | ITU Duathlon World Championship Junior Men   | Rimini             | 01:53:33 |                                                 |

| Datum/Jahr    | Rang | Wettbewerb                                        | Austragungsort      | Zeit       | Bemerkung |
| ------------- | ---- | ------------------------------------------------- | ------------------- | ---------- | --- |
| 7. Sep. 2014  | DNF  | ITU Long Distance Duathlon World Championships    | Zofingen            | –          | Duathlon-Weltmeisterschaft auf der Langdistanz – beim Powerman Zofingen                                                       |
| 2. Sep. 2012  | 1    | ITU Long Distance Duathlon World Championships    | Zofingen            | 06:07:58   | Duathlon-Weltmeister beim Powerman Zofingen                                                                                   |
| 4. Sep. 2011  | 1    | ITU Long Distance Duathlon World Championships    | Zofingen            | 06:07:15,3 | Duathlon-Weltmeister mit neuem Streckenrekord                                                                                 |
| 2009          | 1    | ITU Long Distance Duathlon World Championships    | Zofingen            | 06:11:36   | Powerman-Weltmeister (10 km Laufen, 150 km Radfahren und 30 km Laufen) mit neuer Streckenbestzeit vor dem Schweizer Andy Sutz |
| 2008          | 1    | ITU Long Distance Duathlon World Championships    | Geel                |            | Duathlon-Weltmeister |
| 21. Okt. 2007 | 1    | ITU Long Distance Duathlon World Championships    | Richmond (Virginia) | 03:06:42   | Duathlon-Weltmeister |
| 29. Mai 2005  | 1    | ITU Long Distance Duathlon World Championship U23 | Barcis              | 03:48:01   | U23-Duathlon-Weltmeister auf der Langdistanz                                                                                  |

(DNF – Did Not Finish)